# Charlie Gehringer
Charles „Charlie“ Leonard Gehringer (* 11. Mai 1903 in Fowlerville, Michigan; † 21. Januar 1993 in Bloomfield Hills, Michigan) war ein US-amerikanischer Baseballspieler in der Major League Baseball (MLB). Sein Spitzname war The Mechanical Man.

## Biografie
Charlie Gehringer gab sein Debüt in der American League bei den Detroit Tigers am 22. September 1924. Der Second Baseman gilt bis heute als einer der besten Spieler auf seiner Position. Gehringer war ein sehr ruhiger und introvertierter Zeitgenosse. Sein Manager Mickey Cochrane sagte über ihn: „Charlie sagt Hallo am ersten Tag der Saison, Auf Wiedersehen am letzten Tag der Saison und hat dazwischen einen Schlagdurchschnitt von 35 %“. Seine ganze Karriere verbrachte er bei den Tigers. In insgesamt 13 Spielzeiten kam er über einen Schlagdurchschnitt von 30 %. 1937 hatte er mit 37,1 % den besten Schlagdurchschnitt in der Liga und wurde zum MVP der American League gewählt. Dreimal bestritt er mit den Detroit Tigers die World Series (1934, 1935 und 1940). 1934 und 1940 unterlagen die Tigers den St. Louis Cardinals in jeweils sieben Spielen, 1935 konnten sie die Chicago Cubs in sechs Spielen bezwingen. Insgesamt sechsmal wurde Gehringer zum All Star gewählt.
Nach seiner Karriere als Spieler arbeitete er als Coach bei den Tigers, später (von 1953 bis 1958) als Klubfunktionär. Er war von 1953 bis 1990 auch im Veterans Committee der Baseball Hall of Fame engagiert.
1949 war er bereits selbst Mitglied der Hall of Fame geworden. Seit dem 12. Juni 1983 vergeben die Tigers seine Trikotnummer 2 nicht mehr. Im Alter von 89 Jahren verstarb er am 21. Januar 1993 in Bloomfield Hills, Michigan.